# Носков, Павел Георгиевич
Па́вел Гео́ргиевич Носко́в (26 июня 1903, Уржумский уезд, Вятская губерния — неизвестно) — советский военачальник, полковник (1942).

## Биография
Павел Георгиевич Носков родился 26 июня 1903 года в деревне Бажино.

### Довоенное время
В октябре 1921 года был призван в ряды РККА и направлен на учёбу в 10-ю нормальную пехотную Вятскую школу (Уральский военный округ), дислоцированную в Вятке, а затем был переведён в 10-ю нормальную пехотную Сумскую школу РККА (Украинский военный округ), после окончания которой в сентябре 1924 года был назначен на должность командира стрелкового взвода в составе 44-го стрелкового полка.
В 1926 году экстерном закончил нормальную артиллерийскую школу, дислоцированную в Киеве, и в октябре 1927 года назначен на должность командира взвода в составе 15-го артиллерийского полка (15-я стрелковая дивизия), дислоцированного в Николаеве, в октябре 1930 года — на должность начальника команды дивизиона Сумской артиллерийской школы имени М. В. Фрунзе, а в мае 1932 года — на должность командира батареи в составе 73-го стрелкового полка (25-я стрелковая дивизия, Харьковский военный округ), дислоцированного в Полтаве.
В октябре 1935 года был направлен на учёбу артиллерийские курсы усовершенствования командного состава РККА в Пушкине (Ленинградская область), после окончания которых в июле 1936 года вернулся в свой полк, где служил на должностях помощника командира дивизиона и начальника артиллерии полка. В августе 1938 года был направлен в 26-ю стрелковую дивизию (1-я Отдельная Краснознамённая армия, Дальневосточный фронт), дислоцированную в городе Ворошилов (Уссурийский край), где служил на должностях командира дивизиона 26-го артиллерийского полка, исполняющего должность начальника штаба 19-го артиллерийского полка и начальника штаба артиллерии дивизии.
В 1941 году Носков закончил два курса Военной академии имени М. В. Фрунзе.

### Великая Отечественная война
С началом войны дивизия была передислоцирована на Запад и была включена в состав 11-й армии (Северо-Западный фронт).
В сентябре 1941 года был назначен на должность заместителя командира — начальника артиллерии 26-й стрелковой дивизии, принимавшей участие в ходе оборонительных боевых действий на дальних подступах к Ленинграду, в контрударах по противнику в районах городов Сольцы и Старая Русса, а также в боевых действиях на реке Ловать.
В августе 1943 года был контужен; после выздоровления в октябре назначен на должность начальника артиллерии 98-го стрелкового корпуса, который принимал участие в боевых действиях во время Красносельско-Ропшинской и Псковско-Островской наступательных операций, а также в освобождении Пскова, за что полковник П. Г. Носков был награждён орденом Красного Знамени.
В мае 1944 года был назначен на должность заместителя командующего артиллерией 122-го стрелкового корпуса. С 1 по 18 января 1945 года временно исполнял должность командира этого корпуса, который принимал участие в боевых действиях во время Рижской наступательной операции, а затем в блокаде войск противника на Курляндском полуострове до полной её капитуляции.

### Послевоенная карьера
После окончания войны находился на прежней должности.
В июле 1946 года состоял в распоряжении сначала Военного совета Западно-Сибирского военного округа, а с августа — в распоряжении отдела кадров командующего артиллерией ВС СССР. В ноябре того же года был назначен на должность заместителя командира — начальника артиллерии 26-й стрелковой бригады (Приволжский военный округ), дислоцированной в Казани.
В 1950 году окончил высшие академические курсы при Артиллерийской академии имени Ф. Э. Дзержинского. С июля 1952 года — командующий артиллерией 24-го гвардейского стрелкового корпуса.
Полковник Павел Георгиевич Носков в октябре 1953 года вышел в запас.

## Награды
- Орден Ленина;
- Три ордена Красного Знамени (11.10.1944[3], …, …);
- Орден Отечественной войны 1 степени;
- Орден Красной Звезды (4.4.1942[4], 21.7.1942[5]);
- Медали.

## Комментарии
1. ↑  Деревня Бажино, относившаяся к Пилинской, затем — Уржумской волости Уржумского уезда, в последующем входила в состав Шевнинского сельсовета / сельского округа Уржумского района Кировской области; упразднена 2.6.2006[2].